# Poeoptera lugubris
Poeoptera lugubris е вид птица от семейство Скорецови (Sturnidae).

## Разпространение
Видът е разпространен в Ангола, Габон, Гана, Гвинея, Екваториална Гвинея, Камерун, Република Конго, Демократична република Конго, Кот д'Ивоар, Либерия, Нигерия, Сиера Леоне, Того, Уганда и Централноафриканската република.